# Technische Universiteit Lappeenranta
De Technische Universiteit Lappeenranta (Fins: Lappeenrannan teknillinen yliopisto, afkorting: LUT) is een technische universiteit in de Finse stad Lappeenranta.
Deze universiteit is opgericht in 1969. Tot eind 2002 heette de universiteit in het Fins: Lappeenrannan teknillinen korkeakoulu, afgekort LTKK.

## Organisatie
De organisatie is opgebouwd uit drie academische eenheden:
- LUT School of Energy Systems
- LUT School of Engineering Science
- LUT School of Business and Management